# Cuereta cuallarga
La cuereta cuallarga (Motacilla clara) és un ocell de la família dels motacíl·lids (Motacillidae).

## Hàbitat i distribució
Habita corrents fluvials al bosc a Sierra Leone, Costa d'Ivori, sud-est de Nigèria, sud-oest de la República Centreafricana, Camerun i Gabon, oest, nord i nord-est d'Angola, sud, est i nord-est de la República Democràtica del Congo, oest d'Uganda, oest i centre d'Etiòpia i oest i centre de Kenya, cap al sud, a través de Ruanda, Tanzània, Zàmbia, Malawi, Zimbabwe i Moçambic fins l'est de Sud-àfrica.